# ستانيسلاف هيلر
ستانيسلاف هيلر هو عالم موسيقى وعازف بيانو تشيكي، ولد في 15 سبتمبر 1924 في برنو في التشيك، وتوفي في يناير 2000 في يهلافا في التشيك.

## وصلات خارجية
- ستانيسلاف هيلر على موقع ميوزك برينز (الإنجليزية)
- ستانيسلاف هيلر على موقع أول ميوزيك (الإنجليزية)
- ستانيسلاف هيلر على موقع ديسكوغز (الإنجليزية)